# 54 Гидры
54 Гидры (лат. 54 Hydrae), m Гидры (лат. m Hydrae), HD 129926 — кратная звезда в созвездии Гидры на расстоянии (вычисленном из значения параллакса) приблизительно 100 световых лет (около 30,6 парсек) от Солнца.

## Характеристики
Первый компонент (TYC 6750-1743-1) — жёлто-белая звезда спектрального класса F0IV, или F0VSr, или F5. Видимая звёздная величина звезды — +5,111m. Масса — около 1,6 солнечной, радиус — около 1,574 солнечного, светимость — около 6,812 солнечной. Эффективная температура — около 7187 K.
Второй компонент (CD-24 11661B) — жёлто-белая звезда спектрального класса G1V, или F9. Видимая звёздная величина звезды — +7,108m. Масса — около 1,04 солнечной, радиус — около 1,03 солнечного, светимость — около 1,175 солнечной. Эффективная температура — около 5921 K. Удалён на 8,1 угловой секунды (в среднем около 259,3 а.е.).
Третий компонент (WDS J14460-2527C) — жёлтая звезда спектрального класса G1. Видимая звёздная величина звезды — +15,6m. Удалён от первого компонента на 530,7 угловой секунды, от второго компонента на 525,5 угловой секунды.
Четвёртый компонент (DENIS J144601.0-252658) — красная звезда спектрального класса M4. Видимая звёздная величина звезды — +10,9m. Эффективная температура — около 4250 K. Удалён от первого компонента на 26,5 угловой секунды, от второго компонента на 19,3 угловой секунды, от третьего компонента на 526,6 угловой секунды.

## Планетная система
В 2019 году учёными, анализирующими данные проектов HIPPARCOS и Gaia, у звезды обнаружена планета HIP 72197 b.